# Boa Vista (Leiria)
Boa Vista é uma povoação portuguesa do município de Leiria que foi sede da extinta Freguesia de Boa Vista, freguesia que tinha 9,18 km² de área e 1 745 habitantes (2011), e, por isso, uma densidade populacional de 190,1 hab./km².
A Freguesia de Boa Vista foi extinta em 2013, no âmbito de uma reforma administrativa nacional, para, em conjunto com a Freguesia de Santa Eufémia formar uma nova freguesia denominada União das Freguesias de Santa Eufémia e Boa Vista com a sede em Santa Eufémia.

## Lugares da antiga Freguesia de Boa Vista
- Alqueidão
- Boa Vista
- Cova das Faias
- Fonte Oleiro
- Machados
- Murtórios

## População
| População da freguesia de Boa Vista | População da freguesia de Boa Vista | População da freguesia de Boa Vista | População da freguesia de Boa Vista | População da freguesia de Boa Vista | População da freguesia de Boa Vista | População da freguesia de Boa Vista | População da freguesia de Boa Vista | População da freguesia de Boa Vista | População da freguesia de Boa Vista | População da freguesia de Boa Vista | População da freguesia de Boa Vista | População da freguesia de Boa Vista | População da freguesia de Boa Vista | População da freguesia de Boa Vista |
| ----------------------------------- | ----------------------------------- | ----------------------------------- | ----------------------------------- | ----------------------------------- | ----------------------------------- | ----------------------------------- | ----------------------------------- | ----------------------------------- | ----------------------------------- | ----------------------------------- | ----------------------------------- | ----------------------------------- | ----------------------------------- | ----------------------------------- |
| 1864                                | 1878                                | 1890                                | 1900                                | 1911                                | 1920                                | 1930                                | 1940                                | 1950                                | 1960                                | 1970                                | 1981                                | 1991                                | 2001                                | 2011                                |
|                                     |                                     |                                     |                                     |                                     |                                     | 820                                 | 916                                 | 1 258                               | 1 369                               | 1 016                               | 1 657                               | 1 690                               | 1 926                               | 1 745                               |

Criada pelo decreto nº 15.009, de 07/02/1928, com lugares desanexados das freguesias de Pousos, Marrazes e Colmeias

## Origem e História do Nome
O seu nome primitivo era Boa Vista mas, por um fenómeno de aglutinação, houve uma evolução natural que culminou em Boavista e que, em meados dos anos 90, do século XX, numa óptica de retorno à nomenclatura original e de afirmação de identidade, regressou a "Boa Vista". Afinal, nos documentos oficiais, a toponímia nunca fora alterada. Sobre a origem do topónimo apenas se pode conjecturar, mas deve-se filiar no panorama proporcionado por esta povoação relativamente aos seus arredores. Mas há quem avente uma hipótese inversa e perfeitamente plausível: a povoação, por se ver bem dos montes em seu redor, oferecia aos seus observadores distantes uma deliciosa paisagem, ou seja uma boa vista.

## História
Desta freguesia de Boa Vista, não são conhecidos feitos históricos de antiguidade já que a fundação da laboriosa aldeia que lhe daria o nome, deve remontar a meados do século XIX.
Crê-se que, nessa época, ter-se-ão ali fixado marchantes de gado, que ficaram conhecidos como “Moços das Vacadas”, os quais criaram casas comerciais. Pela mesma altura e na sequência da abertura da antiga Estrada Real, que ligava o Porto a Lisboa, construíram-se estalagens para apoio aos viajantes e negociantes que, de norte, se dirigiam para as feiras do sul e vice-versa.
Freguesia a partir de 28 de Janeiro de 1928, com 200 fogos, sob a protecção de Nossa Senhora das Dores, ocupa uma área desanexada das freguesias de Pousos, Marrazes e Colmeias e, só em 29 de Janeiro de 1946 foi ali criada uma paróquia. À data, a côngrua, paga em géneros, foi fixada num alqueire de cereal por cada fogo e ½ alqueire por cada ½ fogo, nunca inferior a 300 alqueires de cereal, 70 litros de azeite e 30 medidas de vinho. Da côngrua faziam também parte os emolumentos.
A freguesia é atravessada pela antiga Estrada Real, hoje desvio do IC2 (Estrada Nacional N.º 1), e pela auto-estrada Lisboa-Porto e está rodeada de perto pelo Pinhal do Rei e, mais ao longe, pelos contrafortes da Serra do Branco e da Serra de Aire.

## Eventos Culturais (Festas populares e religiosas)
- Nossa Senhora das Dores (último Domingo de Maio)
- Nossa Senhora das Graças (3º Domingo de Julho)